# Нуксис
Нуксис (итал. Nuxis) је насеље у Италији у округу Карбонија-Иглесијас, региону Сардинија.
Према процени из 2011. у насељу је живело 1180 становника. Насеље се налази на надморској висини од 189 м.

## Становништво
Према резултатима пописа становништва 2011. у општини је живело 1.631 становника.
| 1931. | 1936. | 1951. | 1961. | 1971. | 1981. | 1991. | 2001. | 2011. |
| ----- | ----- | ----- | ----- | ----- | ----- | ----- | ----- | ----- |
| 1.747 | 1.799 | 2.187 | 1.998 | 1.808 | 1.848 | 1.834 | 1.703 | 1.631 |